# Anna Kühl

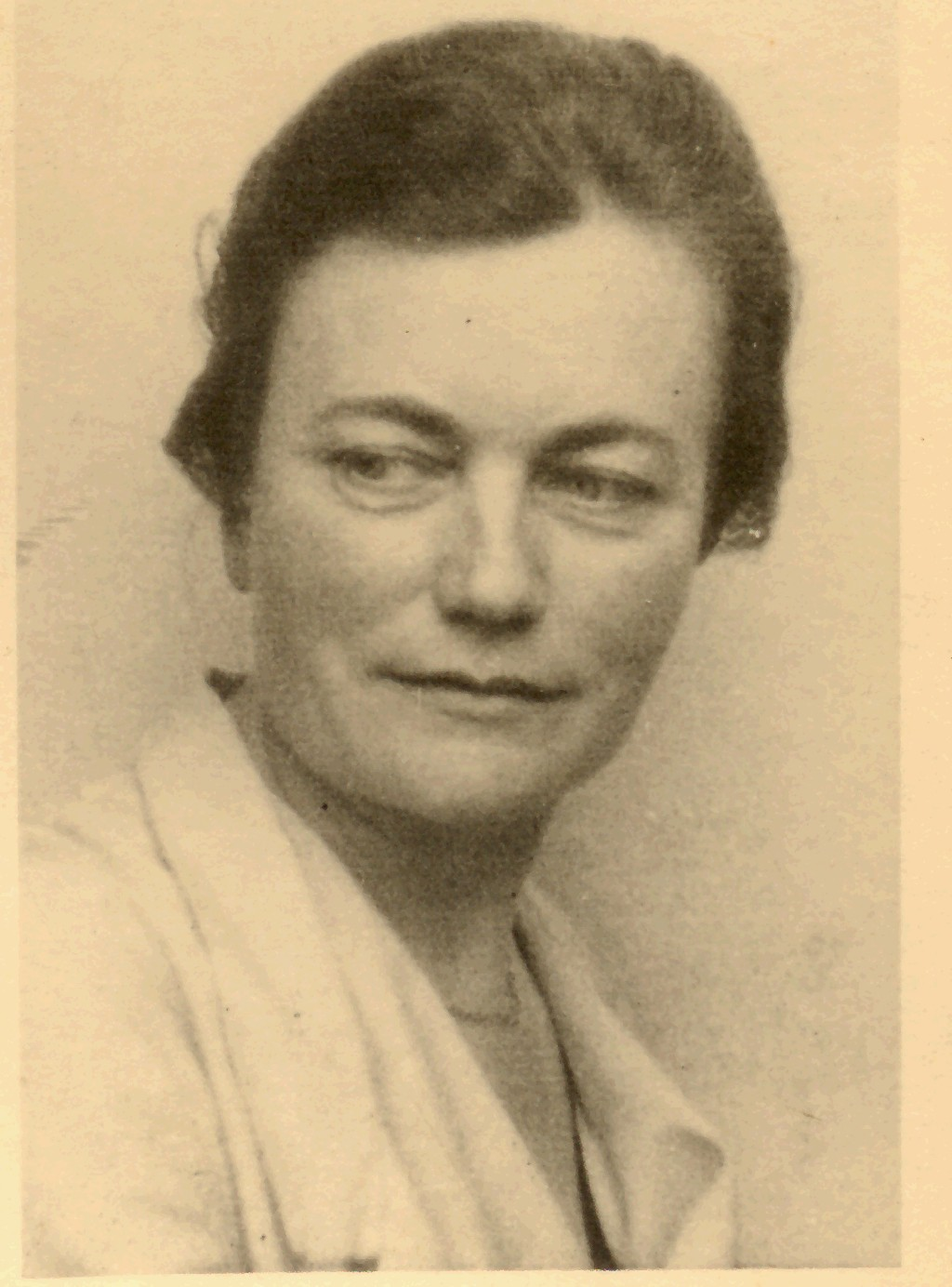
Fotografie von Anna Kühl aus den 1930er Jahren.

Anna Toni Kühl (* 3. April 1878 in Hohenwestedt; † 31. Mai 1951 in Lübeck) war eine deutsche Landschafts- und Stilllebenmalerin.

## Leben
Kühl verbrachte ihre Kindheit und frühe Jugend als Tochter von Max Kühl und dessen Frau Ingeborg Kühl, geborene Ipland, in Hohenwestedt. Ihre Mutter stammt aus der Apenrader Kapitänsfamilie Ipland. 
Sie ging nach dem Besuch einer Kunstschule in Berlin zur weiteren Ausbildung nach Düsseldorf und München.
Anna Kühl wirkte in Berlin und Lübeck, wo sie 1951 starb. Sie war seit 1898 Mitglied im Verein der Berliner Künstlerinnen und Kunstfreundinnen und stellte auf deren Kunstausstellungen zwischen 1898 und 1901 ihre Werke aus. Weiterhin war sie auf den Großen Berliner Kunstausstellungen mit ihren Stillleben-, Baunernhaus- und Figurenbildern 1899, 1900–1903, 1905–1906, 1910, 1924 und in der Abteilung Freie Sezession 1919 vertreten.
1914 nahm sie an der Leipziger Bugra-Ausstellung, 1926 an der Ausstellung zur 700-Jahr-Feier der Lübecker Reichsfreiheit mit dem Ölgemälde Kate mit alter Eiche in Israelsdorf und 1948 an der Ausstellung Lübecker Künstler im Flensburger Museum teil. Weiter wurde sie 1926 in die Jury der Vereinigung Lübecker Bildender Künstler gewählt.
In den 1920er Jahren kam sie im Gefolge Hans Lichts nach Schwalenberg, um in der Gemeinschaft der sich dort etablierten Künstlerkolonie als Freiluftmalerin zu arbeiten.

## Werk
Ihr Werk umfasst Landschaftsbilder, die dem späten Impressionismus norddeutscher Prägung verpflichtet sind. Daneben finden sich in ihrem Œuvre Stillleben, aber auch Porträts. Ihre Bilder wurden zunächst in Ausstellungen des Vereins der Berliner Künstlerinnen in den Jahren 1898 und 1901 gezeigt. 1926 ist in der Ausstellung Lübeck und Lübecker Künstler in der Overbeck-Gesellschaft ein Gemälde der Israelsdorfer Eiche am Gothmunder Weg zu sehen.
Einige Werke finden sich heute im Museum für Kunst und Kulturgeschichte der Hansestadt Lübeck, im Heimatmuseum von Hohenwestedt und im Robert-Koepke-Haus in Schwalenberg.